# Witold Kamler

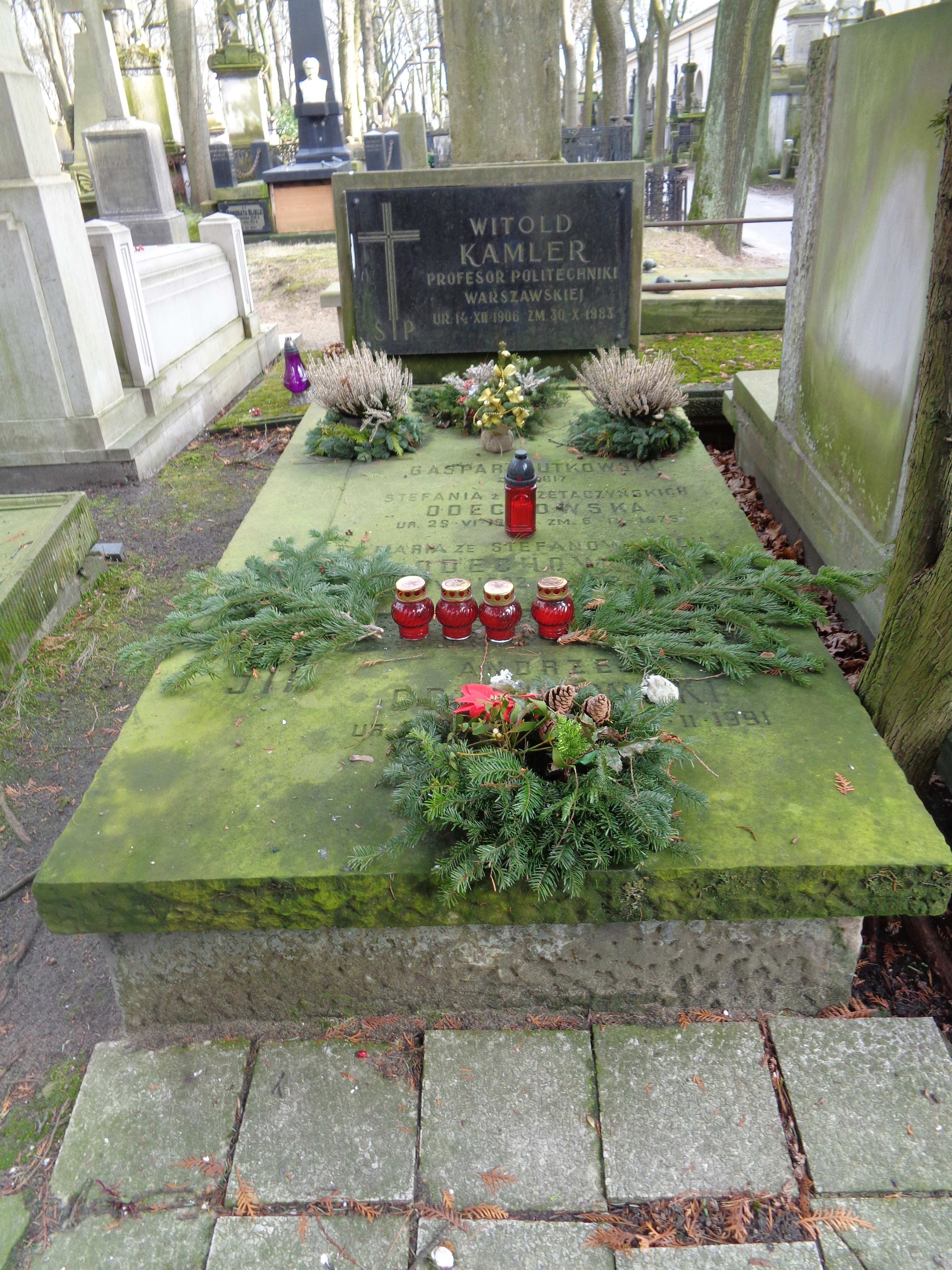
Grób Witolda Kamlera na cmentarzu Powązkowskim

Witold Kamler (ur. 14 grudnia 1906, zm. 30 października 1983 w Warszawie) – polski inżynier sanitarny, profesor Politechniki Warszawskiej.

## Życiorys
W 1924 zdał maturę w gimnazjum im. Stanisława Staszica w Warszawie. Po ukończeniu studiów technicznych wykładał równocześnie na Politechnice Warszawskiej jak i w Wyższej Szkole Inżynierskiej Wawelberga i Rotwanda. Uznawany jest za pioniera polskiego ciepłownictwa i inicjatora stosowania nowatorskich technik ciepłowniczych w budownictwie mieszkaniowym. Był autorem podręczników akademickich dotyczących instalacji i systemów sanitarnych. Należał do Polskiego Zrzeszenia Inżynierów i Techników Sanitarnych, przez wiele lat uczestniczył w Techniczno-Ekonomicznej Radzie Naukowej przy Urzędzie Miasta Warszawy. 
W IV kwartale 1952 został wyróżniony odznaką „Racjonalizatora Produkcji”.
Zmarł w Warszawie, spoczywa na cmentarzu Powązkowskim (kwatra 8-8-28).

## Publikacje
- „Ciepłownictwo”
- „Projektowanie instalacji sanitarnych”
- „Wentylacja i klimatyzacja”
- „Pralnia”